# 애청
애청(艾靑, 1910년 ~ )은 항일전쟁 시기 시 창작에서 중대한 성과를 거둔 시인 중의 한 사람이다. 그는 절강성 금화현에서 태어났고 농촌에서 어린 시절을 보냈는데 이때의 생활은 그에게 심각한 인상을 남겨 주었다. 1928년 항주의 서호예술학원에서 미술을 전공하다가 1929년에는 프랑스에 유학하였다. 1932년 중국으로 돌아온 그는 그해에 좌익미술가협회에 가입하였다. 이해에 그는 애국운동에 참가하였는데 그것이 죄가 되어 국민당 당국의 감옥에 3년간이나 갇혀있었다. 그는 프랑스에 유학하던 때로부터 시를 쓰기 시작하였으니 시를 본격적으로 쓴 것은 옥중생활을 하면서부터이다. 그는 화필을 붓으로 바꾸어 적지 않은 시편들을 써냈다. 그의 시 표현에서는 회상, 상상, 비유, 대조 등 수법을 많이 쓰고 있고 그의 시어는 친절하고 소박하며 유창하고 세련되었다.

## 작품
《대언하 大堰河》,《북방 北方》,《광야 曠野》,《태양을 우러러 向太陽》,《새벽의 통지 黎明的通知》,《횃불 火把》,《괴멸》,《농촌에 드리는》,《파쇼를 반대하여》,《중국 땅 위에 눈이 내린다》,《거지》, 서정단시 短詩

### 《대언하 大堰河》
출옥한 후인 1936년에 출판된 첫 시집으로 이 시편들은 깊고 묵직한 감정과 독특한 정서로 표현하여 당시의 문단에 이채를 가하였다. 시 《대언하........나의 보모》는 노동인민에게 드리는 한 수의 찬송시로서 시인의 초기 대표작이다. 이 시에서 시인은 경건한 심정으로 근면하고 후덥고 자애로운 농촌여성의 형상을 부각하였다. 이 시는 노동인민에게 드리는 찬미시이며 또한 현존 반동제도에 대한 저주의 노래이다. 이 시에서의 진지한 서정과 유력한 묘사는 사람들에게 심각한 충격을 준다. 그러나 당시 시인의 사상인식상의 제약으로 하여 농민의 고생을 묘사하고 당시 사회제도를 항의함에 있어서 혁명적 민주주의에 머물렀으며 소자산계급의 정서를 표현하였다.

### 《북방 北方》
항일전쟁 전반기에 창작한 중요한 시편으로 이 시집에서는 전쟁이 중국인민들에게 가져다 준 재난과 고통과 불행을 묘사하였다.

### 《태양을 우러러 向太陽》
지난날의 비애와 고통, 침울하던 그런 심정과 결렬하고 성스런 항전의 길, 광명의 길, 신생(新生)의 길을 구가하였다. [시의 내용] 이리하여 나의 가슴은 화염의 손길에 찌기웠다. 썩은 영혼은 강 기슭에 내동댕이쳐졌다. 이때 나는, 내가 보고들은 데서 느꼈노라, 더없이 큰 너그러움과 사랑을. 나는 심지어 생각했노라. 광명의 날 서로 만날제 죽는 나를.... 이 시에서의 태양은 항일 중에서의 민족의 재생이며 이 태양 아래 생겨날 자유와 광명, 민족해방과 조국의 신생을 시인은 열광적으로 환호하였다.

### 《횃불 火把》
장편 서사시로 이 시에서는 사랑 때문에 비애에 잠겼던 여성지식청년 당니(唐尼)가 항일의 집체행동에서 교육을 받고 혁명적 신념을 굳게 가지는 이야기를 썼다. 이 가운데서 시인은 조국의 밤과 무수한 횃불을 들고 전진하는 인민들을 찬미하였으며 "우리의 횃불이 우리들 전체를 비춘다면 그 어떤 장애도 전진하는 우리의 모든 것을 막지 못하리"하고 세계를 개조하는 혁명적 인민의 역량을 격조높이 구가하였다.

### 서정단시 短詩
자연풍경과 사물을 제재로 하여 내용이 참신하다. 그리고 자연풍경이나 사물에 대한 묘사가 있어서도 고립적으로 묘사한 것이 아니라 그 기저에는 중대한 사회 또는 인생의 문제가 뒷받침되었으며 거기에다 자기의 진한 감정을 부여하고 있다.